# Miller Puckette
Miller Smith Puckette est depuis 1994 le directeur associé du centre de recherche en arts et informatique de l'université de San Diego, Californie. 
Il est principalement connu pour être le créateur du logiciel Max, une interface de développement graphique pour la musique et le multimédia qu'il a conçu lorsqu’il travaillait à l'IRCAM à la fin des années 1980. Après avoir quitté l'IRCAM, il crée en 1990 un logiciel dérivé de Max msp nommé Pure Data (pd) et diffusé cette fois en open source. Le principe de programmation graphique (par bloc de fonctions) est conservé et rend ce logiciel accessible aux artistes numériques. Depuis les années 1990, Pure data continue d'être développé et utilisé, et Miller Puckette continue d'y investir du temps et de donner sa vision à la communauté d'utilisateurs.
En 2011, il est proclamé Docteur Honoris Causa de l'UMons, en Belgique.

## Publications scientifiques
Pour une liste complète de ses publications : Publication de Millet Puckette
- (en) The theory and technique of electronic music 2007 World scientific  (ISBN 9789812700773)
- (en) Puckette, Miller (2004) “Who Owns our Software?: A first-person case study” Proceedings, ISEA, pp. 200-202, republished in September 2009 issue of Montréal: Communauté électroacoustique canadienne / Canadian Electroacoustic Community.
- (en) Puckette, Miller (2002) "Max at seventeen". Computer Music Journal 26(4): pp. 31-43.